# Василаш Ілля Євгенович
Ілля́ Євге́нович Василаш (псевдо «Дід»; 2 серпня 1959, с. Горбівці, Глибоцький район, Чернівецька область — 27 липня 2014, Лутугине, Луганська область) — український військовик, вояк батальйону територіальної оборони «Айдар» Збройних сил України, розвідник, капітан запасу, ветеран-«афганець». Активний учасник Майдану. Кавалер ордена «За мужність» ІІІ ступеня.

## Життєпис
Ілько Василаш народився 2 серпня 1959 року в селі Горбівці. Навчався в Горбівецькій ЗОШ, після закінчення якої вступив на техніка-механіка у Чернівцях. Згодом заочно закінчив Вінницький інститут енергетики на інженера-енергетика. Служив у Карелії в прикордонних військах.

Серед інших ветеранів-афганців Ілля Василаш у грудні 2013 року вийшов на столичний Майдан, відклавши операцію на серці. Глибочанин Володимир Григорчук, учасник Майдану, про Ілька Василаша так сказав: 
|  | Наприкінці 2013 року, наші з Іллею дороги перетнулись під час поїздки з Чернівців на Майдан у Києві. Уже з перших хвилин спілкування з'ясувалось, що Ілля Василаш є справжнім патріотом України, котрий всією душею вболіває за її долю. Маючи поважний вік — тоді 54 роки, проблеми із зором після війни в Афганістані, він ні на мить не вагаючись вирушив до столиці. І кожен з нас, бойових побратимів, дуже швидко переконався наскільки Ілля Василаш смілива людина, досвідчений вояка. До нього тягнулись, до його слів і порад прислухались, що багатьом майданівцям відтак допомогло уберегтись від поранень посіпак Януковича, залишитись живим. Ми жартома називали Іллю Євгеновича майором, хоча насправді він був капітаном за часи офіцерської служби в армії. І вже згодом, коли сформувався із добровольців «Айдар», Ілля Василаш знову ж таки одним із перших влився у його ряди. Передові позиції у жорстокій боротьбі із проросійськими, а то й російськими «феесбешниками», нелюдами раз-за-разом займав наш земляк. |

Після подій на Майдані Ілля Василаш в складі 8-ї сотні відразу ж поїхав у Луганськ, брав участь у формуванні батальйону «Айдар». Напередодні його смерті журналіст їздив разом із ним у село Стукалова Балка, яке опинилося на передовій і часто потерпало від обстрілів — залишилось відео.

## Обставини загибелі
Загін бійців «Айдару» потрапив у засідку і зазнав значних втрат. Серед загиблих був й Ілля Василаш. До свого 55-річчя Ілля Василаш не дожив 5 днів. Протягом доби підрозділи батальйону «Айдар» брали участь у трьох різних операціях під Луганськом — Лутугине, Успенка та Георгіївка. В кожній із груп були втрати. Всього батальйон втратив тоді загиблими 12 бійців: підполковник Сергій Коврига, старший лейтенант Ігор Римар, старший прапорщик Сергій Шостак, сержант Микола Личак, старший солдат Іван Куліш, солдати Іолчу Алієв, Віталій Бойко, Ілля Василаш, Михайло Вербовий, Олександр Давидчук, Орест Квач, Станіслав Менюк.
1 серпня 2014 року Діда поховали в його рідному селі Горбівці Глибоцького районуПопрощатися з Іллею Василашем зібралися всі Горбівці, а також мешканці сусідніх сіл. Проводжали в останню путь Іллю Євгеновича й українські військовослужбовці. Серед них і товариш покійного з батальйону «Айдар» Микола. Багатоголосе «Герої не вмирають» лунало у Горбівцях під час поховання Ілька Василаша.
В Ілька Василаша залишилося троє повнолітніх дітей, котрі мешкають у Новодністровську.  Після загибелі батька на Донбас поїхав захищати Україну його старший син Володимир.

## Нагороди
- Орден «За мужність» III ступеня — нагороджений за особисту мужність і героїзм, виявлені у захисті державного суверенітету та територіальної цілісності України, вірність військовій присязі під час російсько-української війни (14.03.2015; посмертно)[13].
- За оборону Луганського аеропорту — нагороджений посмертно.
- Почесний громадянин Глибоччини — рішенням XXXVIII сесії VI скликання Глибоцької районної ради Чернівецької області № 71-38/15 від 10 вересня 2015 року.

## Вшанування пам'яті
У Горбівцях Глибоцького району урочисто відкрито пам'ятник загиблому в АТО Іллі Василашу. 9 травня 2015 року на будівлі Горбівецької ЗОШ, де навчався Ілько Василаш, відкрито меморіальну дошку на його честь. Право відкрити меморіальну дошку надали найкращому другу Ілька Василаша — Володимиру Григорчуку.